# Book of Mulling

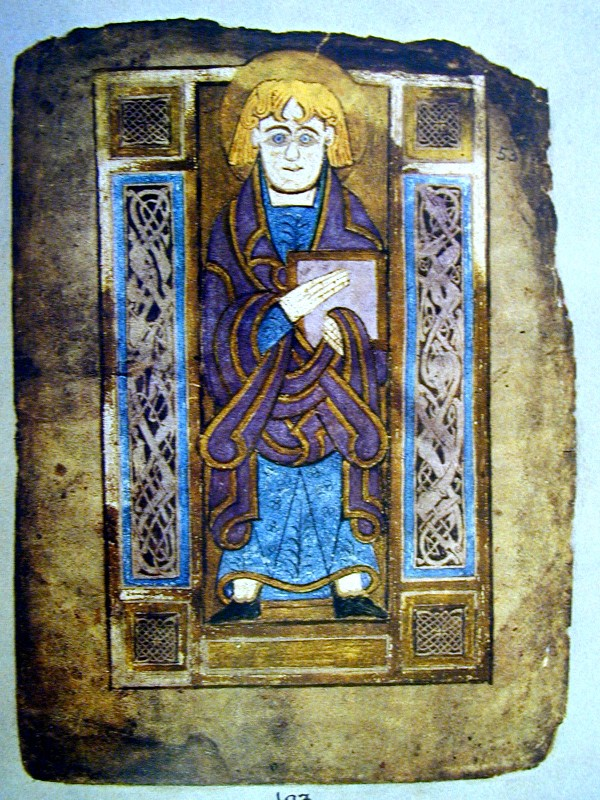
Book of Mulling, Autorenportrait des Evangelisten Johannes.

Das Book of Mulling ist ein kleinformatiges Evangeliar, das in der Bibliothek des Trinity College in Dublin, Irland, aufbewahrt wird und dort die Signatur IE TCD MS 60 hat. Es handelt sich um ein Hauptwerk der insularen Buchmalerei aus der zweiten Hälfte des 8. Jahrhunderts. Die Pergamentblätter der Handschrift sind heute voneinander getrennt. Sie haben die Abmessungen 165 mm × 120 mm.

## Name
Das Evangeliar hat seinen Namen dadurch erhalten, dass man früher glaubte, es sei von St. Moling († 697), einem Heiligen aus Leinster, geschrieben worden. So verstand man das Kolophon am Ende des Johannesevangeliums: „[N]omen scriptori Mulling dicitur. (Der Name des Schreibers ist Mulling.)“ Möglicherweise ist das Evangeliar eine Abschrift eines Autographs von St. Moling.

## Inhalt
Abgesehen von dem Text der Evangelien, enthält die Handschrift Vorworte und Kanontafeln und eine unvollständige Liturgie für den Besuch von Kranken (missa de infirmis), bestehend aus 13 lateinischen Gebeten mit einigen irischen Wörtern.

## Geschichte

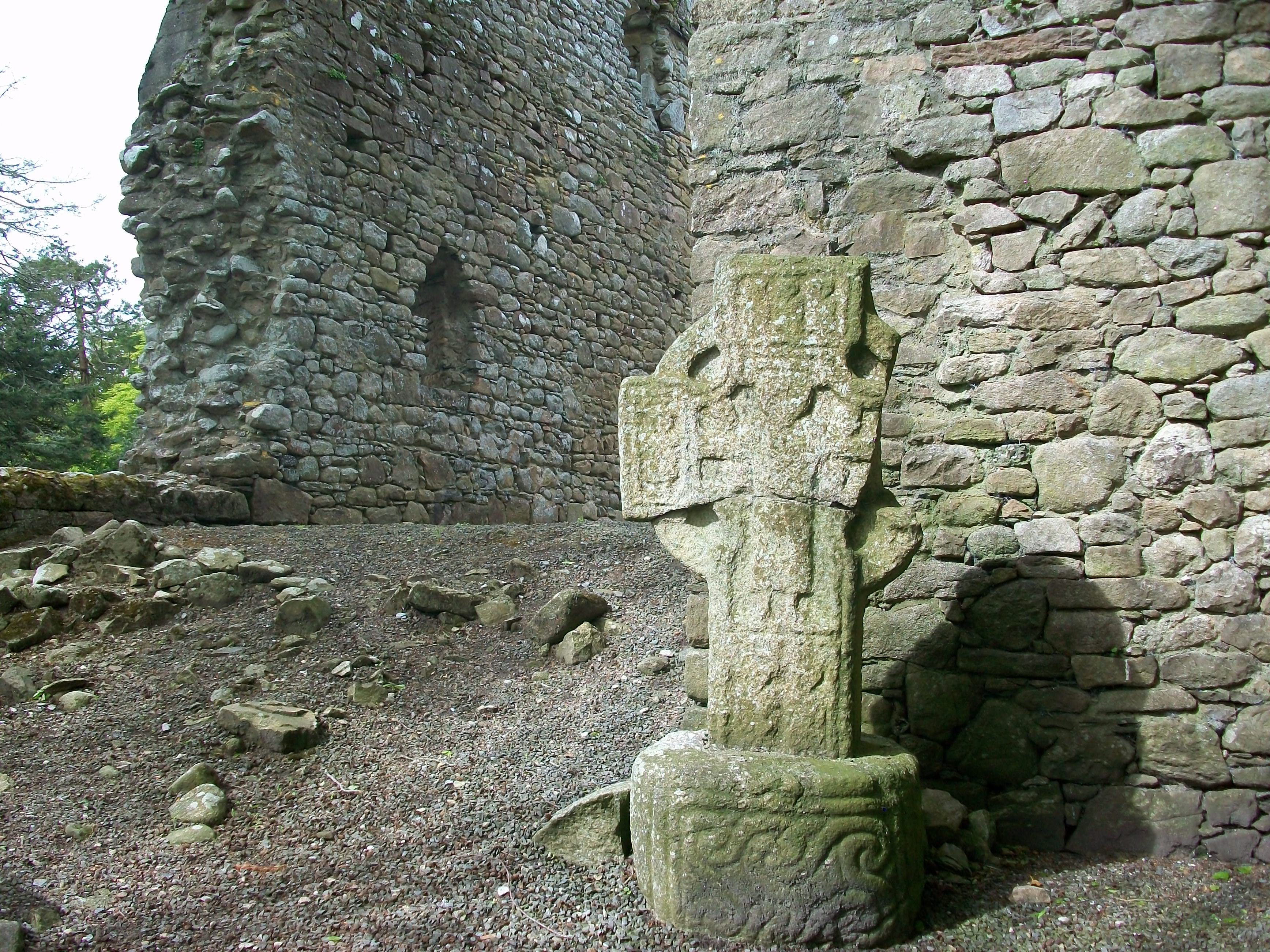
Ruine des Klosters St. Mullins.

Man nimmt an, dass das Buch im irischen Kloster Teach-Moling (heute St. Mullin’s) hergestellt wurde.
Der erhaltene Schrein dieses Buches wurde im Jahr 1402 in Auftrag gegeben von Art MacMurrough Kavanagh. Im 18. Jahrhundert war das Book of Mullin im Besitz der Familie Kavanagh; Ende des 18. Jahrhunderts wurden Buch und Schrein dem Trinity College übergeben. Hier verblieb das Evangeliar, während der Schrein Ende des 19. Jahrhunderts wieder an die Familie Kavanagh überging und später als Dauerleihgabe dem Irischen Nationalmuseum in Dublin überlassen wurde.
Im Jahr 1977 wurde das Book of Mullins neu gebunden; bis dahin waren alle Miniaturen am Ende der Handschrift eingebunden gewesen. Bei der Zuordnung der Evangelisten zum Beginn der jeweiligen Evangelien orientierte man sich an einem Farbvergleich zwischen der Figur und dem Incipit.

## Arbeit der Kalligraphen
Drei Schreiber waren beteiligt, von denen einer die Vorworte schrieb, einer die synoptischen Evangelien und einer das Johannesevangelium. Die Schrift ist eine feine irische Minuskel.

## Arbeit der Illustratoren
Die Handschrift ist einerseits mit Initialen geschmückt, andererseits mit Evangelistenportraits, von denen noch drei erhalten sind; man identifiziert sie als Matthäus, Markus und Johannes. Die Zuordnung ist nicht eindeutig, da die Evangelistensymbole fehlen. Alle drei sind als junge Männer mit Nimbus dargestellt, dem Betrachter frontal zugekehrt und mit ihrem Evangelienbuch in den Händen. Der heute mit Matthäus identifizierte Evangelist ist als Schreiber zu sehen, wie er gerade die Feder in das Tintenfass eintaucht.
Ferner enthält das Buch Zeichnungen von zwei Kreisen und zwölf Kreuzen mit irischen Beschriftungen. Früher sah man darin einen Idealplan des Klosters St. Mullins, heute versteht man sie als Illustrationen zu dem Gebetstext auf der gegenüberliegenden Seite.